# Rhinella truebae
Rhinella truebae és una espècie de gripau de la família dels bufònids. Es desconeix exactament la localitat tipus de l'únic exemplar capturat de l'espècie, encara que se sap que és originari de Colòmbia, possiblement del sud del país, del Departament d'Antioquia. De la mateixa forma, s'ignora l'hàbitat on viu, el volum poblacional de l'espècie i la informació referent a la seva biologia.